# Шишацький-Ілліч Олександр Васильович
Олександр Васильович Шишацький-Ілліч (1828, с. Красилівка, тепер Козелецького району Чернігівської області — 1859, Чернігів) — український поет і етнограф.

## З життя і творчості
Закінчив Чернігівську духовну семінарію, працював писарем.
У 1854—59 роках був редактором газети «Черниговские губернские ведомости», в якій вміщував матеріали з фольклору й етнографії.
У своїх віршах наслідував Тараса Шевченка.
Головні праці:
- «Містечко Олишівка в історичному та етнографічному відношенні» (1854);
- «Сборник малороссийских пословиц и поговорок» (1857);
- «Українська квітка» (1856—57) — 2 книги українських віршів, написаних у романтичному дусі.

Твори (вірші) О. В. Шишацького-Ілліча за СРСР були видані в антології «Поети пошевченківської доби» (К., 1961).